# Caroline Casaretto
Caroline Casaretto (Krefeld, 24 mei 1978) is een voormalig hockeyster uit Duitsland. Met de Duitse nationale hockeyploeg nam zij tweemaal deel aan de Olympische Spelen (2000 en 2004). In 2004 won Casaretto met de Duitse ploeg de gouden medaille.

## Erelijst
- 1999 –  Europees kampioenschap in Keulen
- 1999 –  Champions Trophy in Brisbane
- 2000 –  Champions Trophy in Amstelveen
- 2000 – 7e Olympische Spelen in Sydney
- 2003 –  Europees kampioenschap in Barcelona
- 2004 –  Olympische Spelen in Athene